# Janko Sandanski
Janko Petrov Sandanski (in bulgaro Янко Петров Сандански?; Kresna, 23 novembre 1988) è un ex calciatore bulgaro, di ruolo centrocampista.

## Carriera

### Club
Ha sempre giocato nel campionato bulgaro, alternandosi tra la massima serie e la seconda divisione.

### Nazionale
Ha giocato nella nazionale bulgara Under-21.